# Бучацький деканат УГКЦ
Бучацький деканат (протопресвітеріат) Бучацької єпархії УГКЦ — релігійна структура УГКЦ, що діє на території Тернопільської области України.

## Історія
1832 року до складу деканату входили парафії Бучач, Губин, Космирин, Переволока, Золотий Потік, Рукомиш, Скоморохи, Сновидів, Соколів, Сороки, Жизномир. У 1843 році після проведення адмінреформи УГКЦ до складу включили парафію Зелена зі скасованого деканату Зарваниця ІІ; також парафії Бариш, Григорів, Яргорів, Ковалівка, Монастириська, Озеряни, Порхова, Стінка, Велеснів, Зубрець — усі зі скасованого Монастириського деканату.
Протягом певного часу деканальним храмом була церква святого Миколая в м. Бучач.
Сучасний деканат створений після утворення Бучацької єпархії УГКЦ рішенням Синоду Єпископів Української греко-католицької церкви 16—21 липня 2000 року Божого у м. Бучачі. Один із двох деканатів УГКЦ у межах колишнього адміністративного Бучацького району.

## Декани
- о. Михайло Волянський, парох церкви Різдва Пречистої Богоматері[2]
- о. Степан Климентій Салевич, 1773[3]
- о. Григорій Боднар — священик УГКЦ, парох у містечку Золотий Потік (з початку 1850-х[4]), літератор, перекладач,[5]
- о. Нестайко Денис Порфирович
- о. Василь Долинський, парох у Космирині (1879)[6]
- о. Курилович Михаїл (москвофіл)

У відновленому 2000 року деканаті:
- о. Зеновій Войтюк[7],
- о. Олег Гронський (з 2020)[джерело?].

## Парафії деканату
| Парафії                                                | Населені пункти              |
| ------------------------------------------------------ | ---------------------------- |
| Прокатедральний храм Благовіщення Пресвятої Богородиці | м. Бучач                     |
| Вознесіння Господнього                                 | с. Бариш                     |
| Успіння святої Анни                                    | с. Білявинці                 |
| Святого архістратига Михаїла                           | с. Бобулинці                 |
| Святих Первоверховних апостолів Петра і Павла          | м. Бучач                     |
| Непорочного Зачаття Пречистої Діви Марії               | м. Бучач                     |
| Покрови Пресвятої Богородиці                           | м. Бучач                     |
| Собору Святого Івана Хрестителя                        | с. Доброполе                 |
| Святого великомученика Димитрія Мироточця              | с. Дуліби                    |
| Різдва Пресвятої Богородиці                            | с. Заліщики                  |
| Вознесіння Господнього                                 | с. Заривинці                 |
| Введення в храм Пречистої Діви Марії                   | с. Звенигород                |
| Святих безсрібників Косьми і Дам'яна                   | с. Киданів                   |
| Зіслання Святого Духа                                  | с. Матеушівка                |
| Успіння Пресвятої Богородиці                           | с. Медведівці                |
| Успіння Пресвятої Богородиці                           | с. Нові Петликівці           |
| Святої великомучениці Параскевії П'ятниці              | с. Новосілка                 |
| Святого апостола Томи                                  | с. Новоставці                |
| Святого архістратига Михаїла                           | с. Озеряни                   |
| Святого Миколая                                        | с. Осівці                    |
| Святого священномученика Йосафата                      | с. Переволока                |
| Святої Парасковії П'ятниці                             | с. Пилява                    |
| Пресвятої Тройці                                       | с. Пишківці                  |
| Покрови Пресвятої Богородиці                           | с. Ріпинці                   |
| Святого Онуфрія                                        | с. Рукомиш                   |
| Пратулинських мучеників                                | с. Старі Петликівці          |
| Преподобної Параскеви                                  | с. Трибухівці                |
| Різдва Пресвятої Богородиці                            | с. Трибухівці (х. Поперечки) |
| Святого Миколая Чудотворця                             | с. Язловець                  |